# Lindvreten

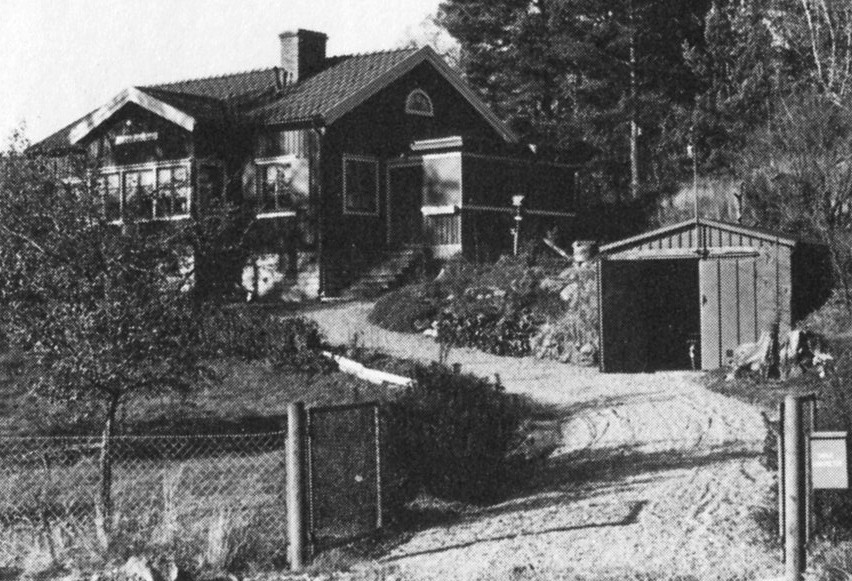
Småhuset Lindvreten 1968.

Lindvreten var ett torp i nuvarande Vårby i nordvästra delen av Huddinge kommun. På 1700- och 1800-talen lydde torpet under säteriet Vårby gård. Under tidigt 1900-tal revs torpet och ersattes av ett småhus som i sin tur revs på 1970-talet. Ordet "vret" har olika tolkningar; exempelvis äga, åker eller gärde. "Lindvreten" borde närmast betyda "markstycket med lindarna".

## Historik

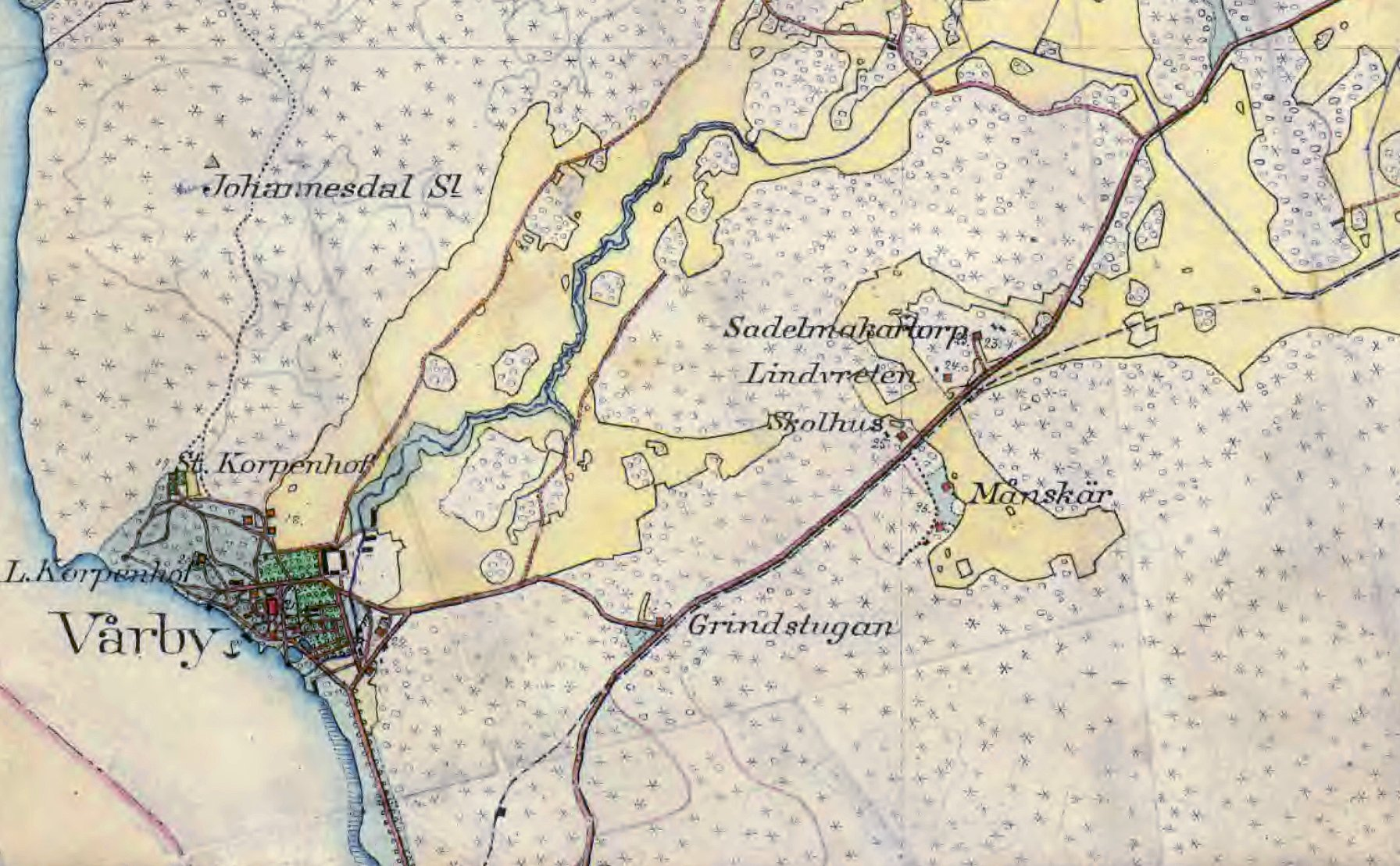
Torpet Lindvreten på häradskartan 1901.

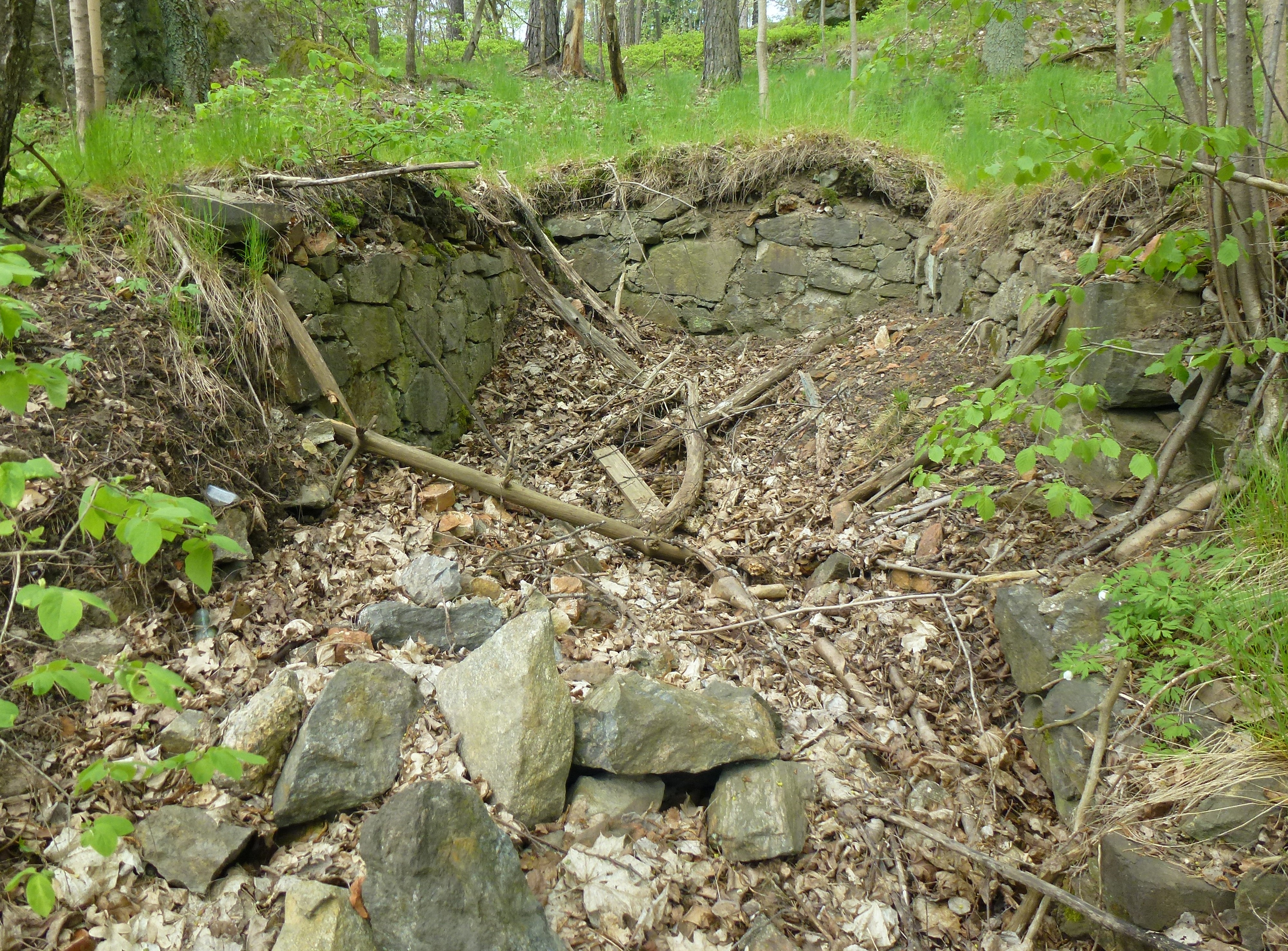
Torpets rasade jordkällare 2012.

Platsen var bebyggd redan på 1600-talets slut med ett torp (se Sadelmakartorp) som lydde under Vårby gård. Ett 50-tal meter väster om Sadelmakartorp stod torpet Lindvreten, direkt intill den då nyanlagda Södertäljevägen. Lindvreten återfinns i husförhörslängderna som torp under Vårby gård från 1751 till 1845 och mellan 1866 och 1895 (under den andra perioden brukades jorden av huvudgården). 
I en värdering över Vårby år 1867 omtalas wid lägenheten Lindvreten en timmerstuga med måtten 21x13,8 fot (ca 6,25x4 meter). Det lilla huset bestod av en förstuga samt ett rum med spis och bakugn. Den siste torparen var Jonas Bäcklin, född 1785, och hans hustru Greta, född 1780. Under tidigt 1900-tal ersattes torpet av ett småhus som i sin tur revs på 1970-talet i samband med vägutbyggnaden av Skärholmsvägen och "Lindvretens trafikplats". Det intilliggande Sadelmakartorpet revs 1978.
Idag återfinns på platsen kraftigt överväxta husgrunder, en rasad jordkällare och en kort vägbank, som troligen härrör från den tidigare gårdsinfarten från gamla Södertäljevägen. Namnet "Lindvreten" lever kvar som vägnamn "Lindvretensvägen", i "Trafikplats Lindvreten" på motorvägen E4/E20 och som områdesnamn. 
Enligt en beslutat detaljplan kommer en ny bensin- och servicestation för Statoil uppföras här. Bensinstationen kommer att ersätta Statoils anläggning i Skärholmen som inte kan finnas kvar vid en utbyggnad av Förbifart Stockholm. I samband med miljökonsekvensbeskrivningen för Förbifartens arbetsplan genomförde Stockholms läns museum år 2008 en särskild arkeologisk utredning beträffande lämningar efter två torp; Grindtorp/Sadelmakartorp i öster och Lindvreten i väster.